# Видение Карла XI
«Видение Карла XI» (фр. Vision de Charles XI) — новелла французского писателя Проспера Мериме, впервые опубликованная осенью 1829 года в газете La Revue française.

## Сюжет
Действие новеллы происходит в конце XVII века в столице Швеции Стокгольме. В королевском дворце происходит сверхъестественное явление: король Карл XI и двое его приближённых видят в зале собраний сидящий на троне труп и отсечение головы какому-то молодому аристократу в присутствии сословий. Труп объявляет Карлу, что это предзнаменование о событиях, которые произойдут «спустя пять царствований». Рассказчик, настаивающий на том, что его рассказ правдив, уточняет, что речь явно об убийстве короля Швеции Густава III в 1792 году и казни его убийцы Анкарстрёма.